# きくちゆうか
きくち ゆうかとは日本のシンガーソングライター、モデル、プロデューサー、振付師、演出家である。

## 来歴
大阪ダンス＆アクターズ専門学校を卒業し、単独上京。ユニオンミュージックジャパンにてシンガーソングライターとして活動開始。シングル「You make me SMILE」、「晴れのち晴れ」、「Rainbow」をリリース。ユニオンミュージックジャパンを退社後、アイドルグループナナイロ☆ドロップス、白ウサギの夢、ILPIN、ナナイロ☆ジェミーズ、リットクロス×××の総合プロデューサーを務めている。作詞や振付も手がける。
女性エンタメクリエイターチーム、KOKO projectの代表を務めながら、イベント企画、運営、演出などの活動も行う。
アイドル育成に長けており、SUPER☆GiRLSの羽渕花恋、すべての瞬間は君だった。の立花心桜、中２映画プロジェクト・アイドル部のみなみ、あいでぃーる！！の天海りんの育成も担当していた。

## 趣味・嗜好
幼少期から阪神タイガースの大ファンであるが、現在千葉在住のためZOZOマリンスタジアムにもよく通っている。阪神タイガースでは梅野隆太郎、千葉ロッテマリーンズでは根本俊一のファンを公言している。また守備がうまい選手、足の速い選手、バントの上手い選手を好み、三拍子揃った広島東洋カープの菊池涼介の大ファンであり菊池涼介をテーマにした曲も存在する。
音楽ではサザンオールスターズをこよなく愛している。
モーニング娘。の大ファンであり、好きなメンバーは小田さくら。

## 楽曲

### 作詞、作曲
- とびだせsky!!/yuuka
- no that memory/yuuka
- ダイヤモンド/yuuka
- かっとばせ！/yuuka
- かげあわせ/yuuka
- あの場所まで/yuuka

### 作詞
- You are my HERO!!/ナナイロ☆ドロップス
- アイスクリーム♡ラブ/ナナイロ☆ドロップス
- シャララ♪/ナナイロ☆ドロップス
- ミラクル☆総武線/ナナイロ☆ドロップス
- 届け！/ナナイロ☆ドロップス
- Shining Way!!/リットクロス×××
- 勘違い厳禁！/リットクロス×××
- Supernova Girls/ILPIN
- ワンダフルエモーション/リットクロス×××

### 振付
- 夢旅　Go!ing my way/茂家瑞季
- 寝言は寝て言え　興醒めだ/ジキルとハイド
- 夢の真実/ホワイトキャンパス
- パステル青春/ホワイトキャンパス
- 舞台「オズの西遊記」挿入歌振付
- 舞台「リニアダッシュ」挿入歌振付
- ひまわりが咲く頃に「ひまわりが咲く頃に」